# Ingeborg Andresen

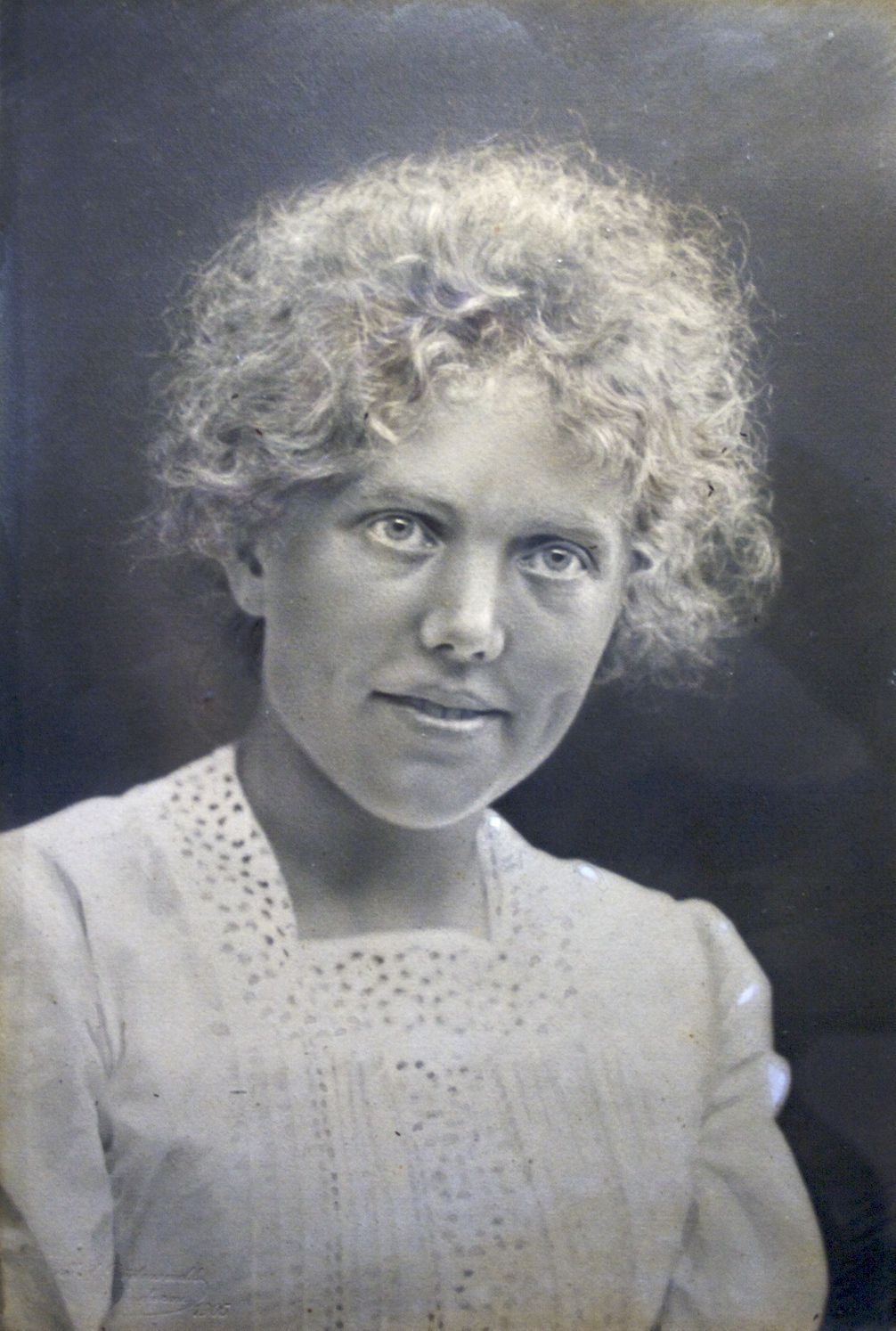
Foto aus dem Familienbesitz, August 1905

Anne Catherine Ingeborg Andresen-Bödewadt (* 30. Januar 1878 auf Moordeich in Witzwort; † 17. Januar 1955 in Bremen; geboren als Anne Catherine Ingeborg Andresen, bekannt als Ingeborg Andresen) war eine deutsche Lehrerin und Regionalschriftstellerin aus Nordfriesland.

## Biografie
Nach dem Tode ihrer Eltern kamen sie und ihre beiden Brüder in das Arbeiter- und Armenhaus, das im Norden von Witzwort zu finden ist und seither zum Mehrfamilienhaus umgebaut wurde. Über diese Zeit veröffentlichte sie später die Geschichte Dat groote Hus. Sie besuchte ein Lehrerseminar in Schleswig und wie sie schrieb „wärr so gau dat man güng Lehrerin.“ Sie unterrichtete in kleinen Dörfern und später in Hamburg und Kiel.
1909 heiratete sie den Schriftleiter der Zeitschrift Der Schleswig-Holsteiner Jacob Bödewadt († 1946). Beide wechselten häufig ihren Wohnort.

### Autorin
Als Mutter von fünf Kindern schrieb Andresen unter ihrem Mädchennamen ihre umfassenden Werke nachts. „Das ungestörte dichterische Arbeiten war mir immer nur nachts vergönnt.“ Sie erstellte 30 Schauspiele, sechs Romane und über 200 Erzählungen, Novellen und Skizzen sowie mehrere Hörspiele und Gedichte, während sie tagsüber einen großen Haushalt besorgte und oft ihren Mann in der Redaktion vertrat. In den Werken spiegeln sich historische, regionale Ereignisse aus Nordfriesland und persönliche Erlebnisse wider. Einige Werke zeigen Andresens Engagement im deutsch-dänischen Grenzkampf – ab 1921 lebte sie in Nordschleswig, das bis 1920 zu Deutschland gehört hatte. Sie blieb der niederdeutschen Sprache stets verbunden und schrieb viele erfolgreiche Bühnenstücke auf Niederdeutsch.
Sie war Mitglied des 1936 gegründeten Eutiner Dichterkreises, einer der bedeutendsten Autorengruppen im nationalsozialistischen Deutschland. Ihr Buch Die Stadt auf der Brücke (1935), das zur Zeit des Hitler-Putsches spielt und das den Nationalsozialismus preist, wurde in der Sowjetischen Besatzungszone auf die Liste der auszusondernden Literatur gesetzt.
1936 zog die Familie nach Bremen um, wo Ingeborg Andresen die letzten 20 Jahre ihres Lebens verbrachte, ab 1941 im Haus der Nordischen Gesellschaft.
Anfang 1992 kam ihr Nachlass ins Nordfriesland Museum Nissenhaus Husum.

## Ehrungen
- Die Straße Ingeborg-Andresen-Weg in Witzwort wurde nach ihr benannt.

## Werke
- Hinter Deich und Dünen. Geschichten aus Nordfriesland. Niebüll 1907 und Anthos Verlag, Witzwort 1987, ISBN 3-9801600-0-9.
- Das Lied der Erde, Erzählungen. Nordmark-Verlag. Tondern 1920/1926.
- De Roop – En Spel vun Welt to Welt, Plattdeutsches Spiel in drei Aufzügen. Nordmark-Verlag. Tondern 1924/1925.
- Groot-Huus. Spel in een Tog. Lutherhaus, Flensburg 1925 (Schleswig-Holsteinische Heimat-Abende; 1).

- Kanten und Kehren. Einakter aus der Vorzeit der Erhebung. Verlag des Schleswig-Holsteiner-Bundes, Kiel 1928.
- Das schöne Leben, Novellen. Martin, Itzehoe 1928.
- De blaue Amidaam, Spiel in vier Aufzügen. Nordmark-Verlag, Kiel 1930.
- Die Stadt auf der Brücke. Westermann, Braunschweig u. a. 1935.
- De Froensborg. Radio Bremen, Bremen 1949.
- Nebelland: Erzählungen aus Nordfriesland. Kronacher Verlag Moordeich, Witzwort 1988, ISBN 3-9801600-1-7.

## Hörspiele
- 1925: De Roop. Spel in dre Tög - Regie: Hans Böttcher
- 1928: De Roop. Spel in dre Tög - Regie: Otto Mensing
- 1951: De Roop. Ein Spiel von Welt zu Welt – Bearbeitung und Regie: Eberhard Freudenberg
- 1951: Vöröwen – Regie: Nicht bekannt
- 1952: Use olen Dage – Bearbeitung und Regie: Eberhard Freudenberg
- 1953: Blaue Amidam. Een lustig Speel – Bearbeitung und Regie: Eberhard Freudenberg
- 1957: De Froensborg – Bearbeitung und Regie: Eberhard Freudenberg
- 1960: De Roop. Ein Spiel von Welt zu Welt - Regie: Wolfgang Harprecht